# Département de Río Chico (Tucumán)
Pour les articles homonymes, voir Río Chico.
Le département de Río Chico est une des 17 subdivisions de la province de Tucumán, en Argentine. Son chef-lieu est la ville de Aguilares.
Le département a une superficie de 585 km2. Sa population s'élevait à 52 925 habitants au recensement de 2001 (source : INDEC).

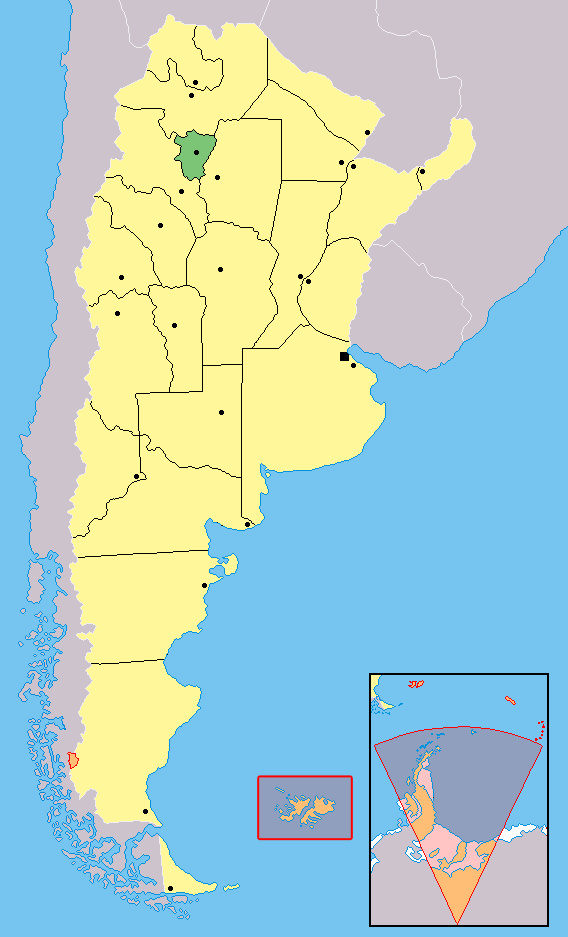
La province de Tucumán en Argentine